# Planets of Life or Death: Amiens ’73
Planets of Life or Death: Amiens ’73 ist ein Jazzalbum von Sun Ra and His Intergalactic Research Arkestra. Die am 21. Oktober 1973 im Maison de la Culture in Amiens entstandenen Aufnahmen erschienen am 18. April 2015 als Langspielplatte und Download auf Strut/Art Yard.

## Hintergrund
Wenige Monate nach einem Konzert in der New Yorker Carnegie Hall (What Planet Is This?) und einen Monat nach Konzerten in den USA, bei denen auch das Album Outer Space Employment Agency beim Ann Arbor Blues and Jazz Festival mitgeschnitten wurde, ging Sun Ra mit dem Arkestra im Oktober 1973 auf eine Frankreichtournee, bei der neben dem Konzert in Amiens auch die Livealben Live in Paris at the Gibus und The Road to Destiny (Transparency 306) aufgenommen wurden. Nach ihrer Rückkehr traten sie in New York auf (Concert for the Comet Kohoutek).
Das Album beginnt in einer theatralischen Ouvertüre mit einer Version von „Enlightenment“ (vom frühen Sun-Ra-Album Jazz in Silhouette), schrieb Knoel Scott in den Liner Notes. Der Mitschnitt enthält „Lights on a Satellite“ mit dem Tenorsaxophonisten John Gilmore als Solist und eine seltene Instrumentalversion von „Love in Outer Place“. Der abschließende Track, das epische, über 20 Minuten lange „Discipline 27-II / What Planet Is This“ bewegt sich von abstrakter, freier Keyboardarbeit von Sun Ra zu einem sich wandelnden Groove, während Sun Ra und June Tyson einen kaum verhüllten psychedelischen Schlag auf das Leben auf der Erde ausführen: „Wenn dies ein Planet des Lebens ist, warum sterben dann Menschen hier?“

## Titelliste
- Sun Ra and His Intergalactic Research Arkestra: Planets of Life or Death: Amiens ’73 (Strut STRUT123LP, Art Yard STRUT123L)[3]

1. Enlightenment (Hobart Dotson, Sun Ra) 2:24
2. Love in Outer Space 17:08
3. Lights on a Satellite 3:53
4. Discipline 27-II / What Planet Is This 23:47

Wenn nicht anders vermerkt, stammen die Kompositionen von Sun Ra.

## Rezeption
Nach Ansicht von Alex Franquelli, der das Album in Pop Matters rezensierte, sei dies „absolute Musik, eine Abstraktion der Abstraktion und sonst nichts. Es gibt keine Erklärung, keine Disziplin, und uns bleiben immer weniger Koordinaten“. Diese könnten vielleicht Pink Floyds Ummagumma (für „Love in Outer Space“), Mulatu Astatkes Ethno-Jazz, Magma, Ornette Coleman, John Cage und sogar etwas von Radiohead sein. Ein anderer wird die Einfachheit der Kakophonie in all ihrer Pracht, den Kontrast zwischen Harmonien (die Gesangsbeiträge auf „Enlightenment“), die Schönheit des Schlagzeugs und den Charme eines Sonntagnachmittags im französischen Amiens im Jahr 1973 zu schätzen wissen. Diese Aufnahme zeige ein Ensemble auf seinem Höhepunkt und „einen Künstler, der schon weit, weit weg woanders war“. Mit dem instrumentalen „Love in Outer Space“ intensiviere sich das Ausmaß von Sun Ras Experimentierfreude, er reiße die Strukturen auseinander und springe durch die Besessenheit der perkussiven Elemente und zeige die unlogisch erscheinende Klugheit eines legendären Freigeists.
„Sun Ras Einsatz des Arkestra als seinem Instrument in einem Ansturm von Klang, Farbe und Bewegung stimulierte und schockierte sogar die Sinne und die Chakren der Zuschauer auf einer höheren Ebene des spirituellen Bewusstseins“, schrieb Knoel Scott in den Liner Notes des Albums.